# 西園寺公相
西園寺 公相（さいおんじ きんすけ）は、鎌倉時代前期から中期にかけての公卿。太政大臣・西園寺実氏の二男。官位は従一位・太政大臣。冷泉相国と号す。西園寺家では初めて左大臣に任ぜられた。

## 経歴
元仁2年（1225年）、従五位下に叙爵。1232年-1233年に従四位上・左近衛中将。文暦2年（1235年）には播磨介と、国司も務める。
嘉禎2年（1236年）従三位。延応元年（1239年）従二位・権大納言に叙任され、続けて仁治2年（1241年）に正二位に叙される。建長5年（1253年）左近衛大将に任命される。建長6年12月（1255年）に右大臣、正嘉元年（1257年）従一位、正嘉3年（1259年）に左大臣ついで弘長元年12月（1262年）に太政大臣となる。
文永4年（1267年）10月12日、父に先立って45歳で薨去。

## 西園寺家家嫡となる
実氏の長男は公基であり、当初は公基が嫡男として遇されていたようである。しかし本郷和人によれば、公基の生母が九条道家の側近の娘であり、九条家と幕府の間の軋轢を見た実氏が次子公相を家嫡に変更したために公基と公相の地位が逆転したのである。ただし、公相の生母の出自はあまり高くはなかったようである。

## 公相にまつわる奇妙な話
『増鏡』の増補本系本文には公相にまつわる奇妙な話を見ることができる。「第八　山のもみぢ葉」中に「公相の述懐」と「公相の死」が描かれている。父実氏よりも早く死ぬだろうと本人が思っていたこと、公相が薨去した時に棺から首が盗み取られて外法に使われたこと、などである。また『徒然草』第114段には、随身が漏らした御者への悪口を聞き咎めて暴行を加えるという、公相の気性の激しい人となりが描かれている。

## 琵琶秘曲伝授に関わる
藤原実宗が藤原師長を琵琶の師として以来、西園寺家では代々琵琶の秘曲伝授に関わってきたが、公相も仁治元年（1240年）10月11日に藤原孝道から秘曲楊真操の伝授を受けた記録が残る。また、『文机談』にも公相が琵琶秘曲伝授に関わっていたことを示す記事が見られる。
建長4年（1252年）4月には、後深草天皇が琵琶を始めた時の伝授者として関わったことが「冷泉相国記」に記されている。

## 官歴
※以下、『公卿補任』の記載に従う。
- 元仁2年（1225年）正月23日：従五位下
- 嘉禄3年（1227年）2月1日：従五位上（安嘉門院御給）
- 安貞3年（1229年）正月30日：侍従
- 寛喜2年（1230年）正月24日：正五位下（安嘉門院御給）
- 寛喜3年（1231年）3月6日：従四位下（天皇行幸中宮御產所大夫賞讓）
- 寛喜4年（1232年）正月12日：従四位上（朝覲内大臣亭院司賞讓）
- 貞永2年（1233年）正月24日：左近衛中将
- 文暦2年（1235年）正月23日：播磨介
- 文暦2年（1235年）6月17日：正四位下
- 嘉禎2年（1236年）4月14日：従三位
- 嘉禎3年（1237年）正月5日：正三位
- 嘉禎4年（1238年）3月7日：権中納言
- 延応元年（1239年）4月13日：従二位
- 延応元年（1239年）10月28日：権大納言
- 仁治2年（1241年）正月5日：正二位
- 仁治3年（1242年）8月9日：中宮大夫（册命日）
- 寛元元年（1243年）8月10日：春宮大夫（立坊日）
- 寛元4年（1246年）正月29日：止大夫（依受禪也）
- 建長2年12月24日（1251年1月）：右近衛大将
- 建長2年12月29日（1251年1月）：右馬寮御監
- 建長4年（1252年）11月13日：内大臣
- 建長5年（1253年）4月8日：左近衛大将
- 建長6年12月25日（1255年1月）右大臣
- 建長7年（1255年）8月21日：賜左右近衛番長各一人近衛各4人　随身兵仗
- 正嘉元年（1257年）5月7日：従一位
- 正嘉元年（1257年）11月：辞職
- 正元元年（1259年）11月14日：左大臣
- 弘長元年12月15日（1262年1月）：太政大臣

## 系譜
- 父：西園寺実氏
- 母：家女房
- 妻：徳大寺教子 - 徳大寺実基の娘
- 妻：八十前 - 三条局、大外記中原師朝の娘
  - 長男：西園寺実兼（1249-1322）
  - 女子：西園寺嬉子（今出河院）（1252-1318） - 亀山天皇中宮
- 妻：藤原定家の娘
  - 三男：西園寺実顕（?-1272）
- 妻：園基氏の娘
  - 四男：橋本実俊（1260-1341）
- 生母不明の子女
  - 二男：西園寺実康
  - 男子：尊教 - 天台座主（1248-?）
  - 男子：勝恵（1258-1299[5]）
  - 男子：実守（1238-?）
  - 二女：西園寺相子 - 後深草天皇後宮
  - 女子：近衛基平正室
  - 女子：徳大寺実孝室
  - 女子：九条忠教室
- 養子
  - 女子：寿子 - 藤原景房の娘、大宮院女房